# Entwicklungsring Süd
La Entwicklungsring Süd GmbH (EWR) fu una società consociata dalla Ernst Heinkel Flugzeugbau GmbH, Messerschmitt AG e Bölkow GmbH.

## Storia

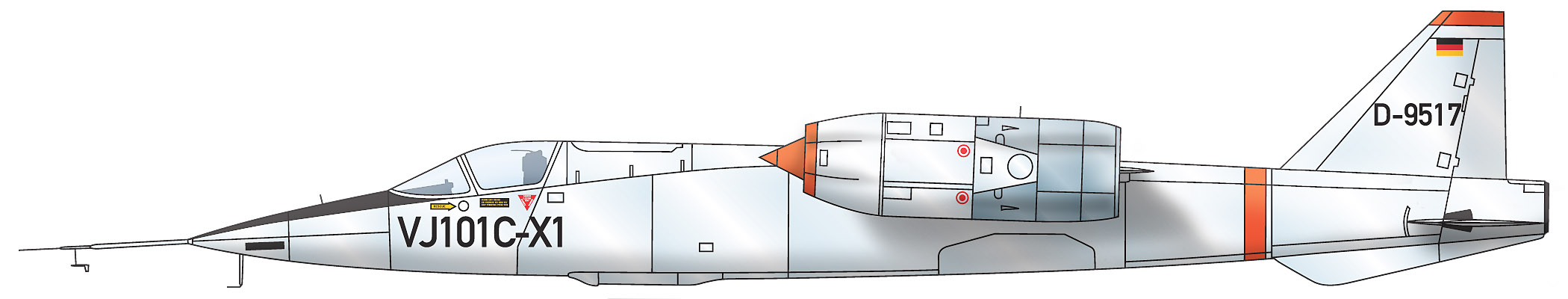
Il primo prototipo del VJ 101 C

Venne fondata nel 1959 con sede a Monaco in Baviera.
Lo scopo sociale fu quello di progettare e costruire il velivolo, con caratteristiche VTOL, VJ 101 C.
Heinkel uscì dalla società nel 1965; Il progetto Projekt VJ 101 fu cessato nel 1968. L'anno successivo la EWR entrò nella Messerschmitt-Bölkow-Blohm (MBB).